# Saint-Nicolas-de-la-Taille
Saint-Nicolas-de-la-Taille är en kommun i departementet Seine-Maritime i regionen Normandie i norra Frankrike. Kommunen ligger i kantonen Lillebonne som tillhör arrondissementet Le Havre. År 2022 hade Saint-Nicolas-de-la-Taille 1 634 invånare.

## Befolkningsutveckling
Antalet invånare i kommunen Saint-Nicolas-de-la-Taille
| Referens: INSEE |